# ボックストンネル

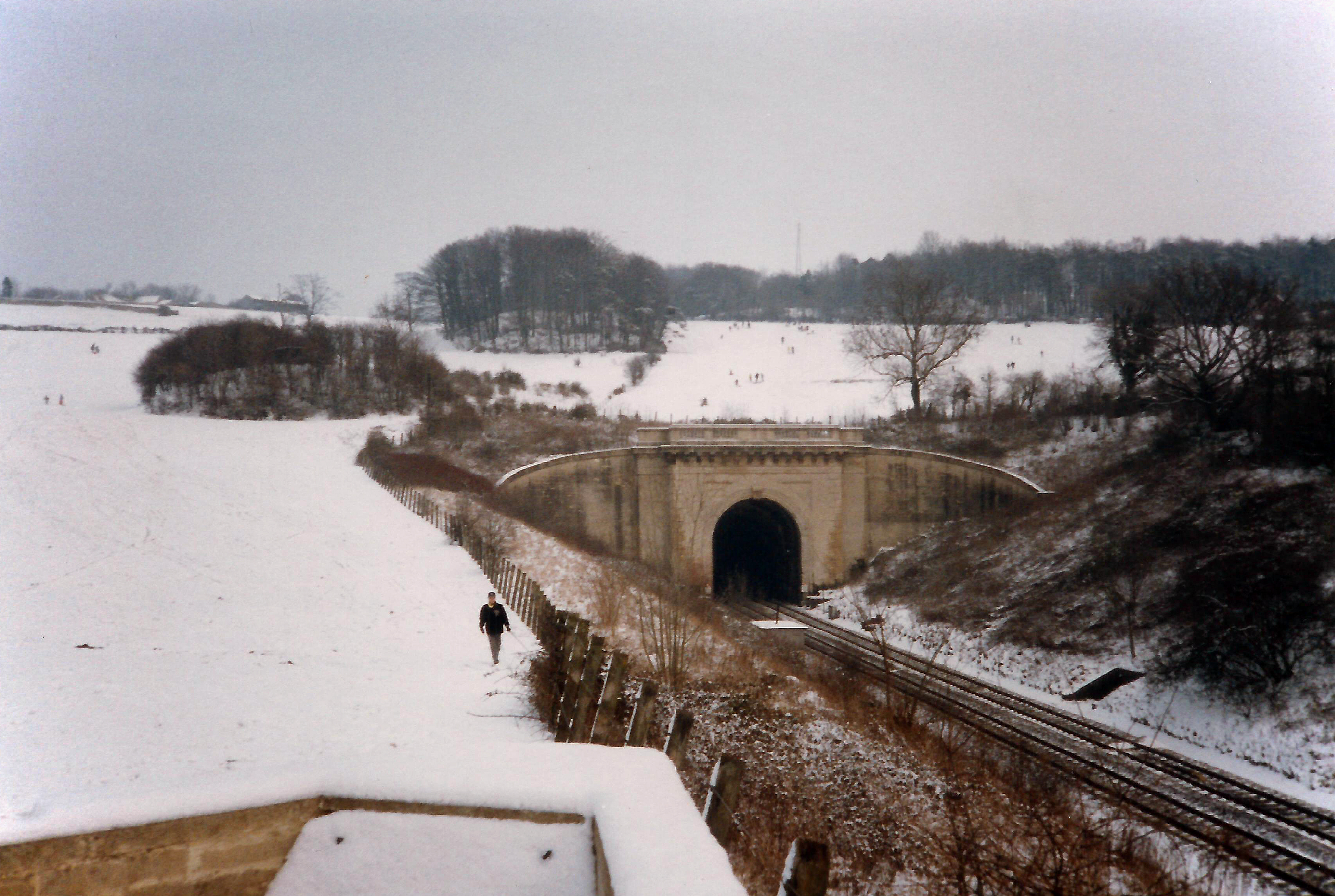
冬季のトンネル西口

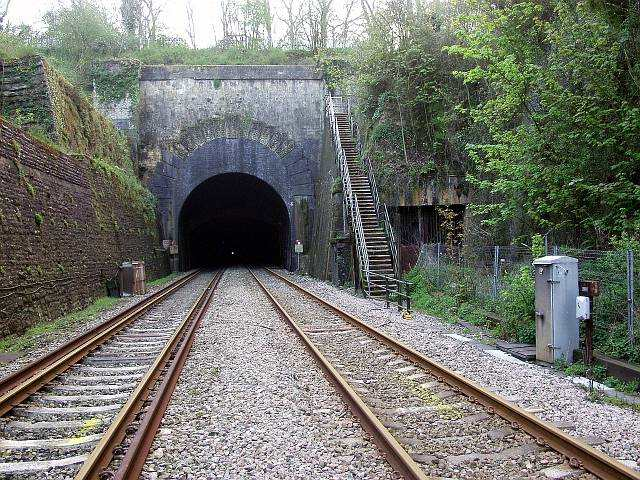
東口、右側に採石場への入口が見える

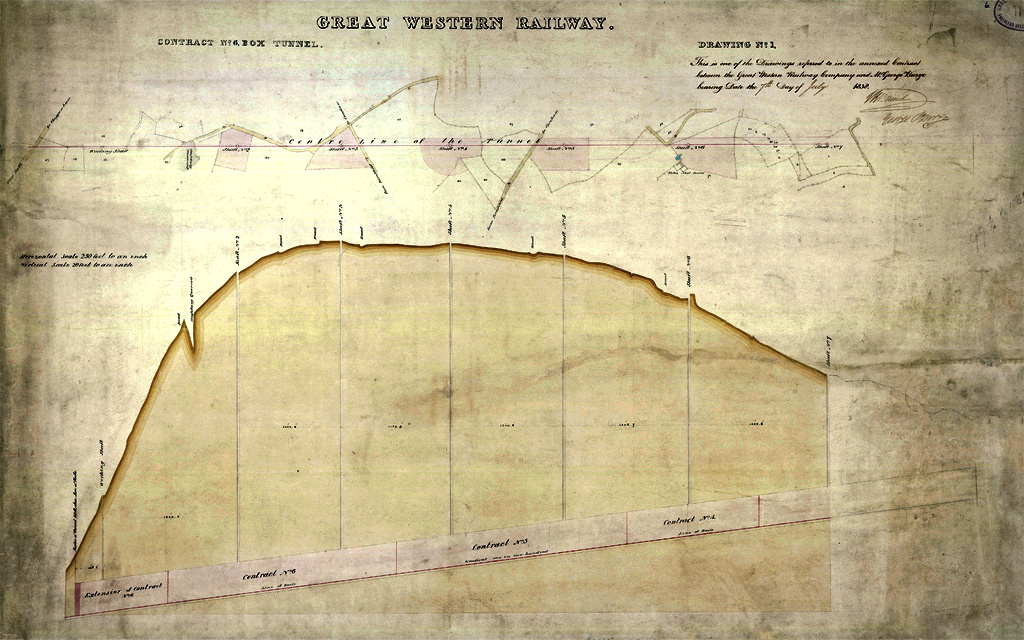
ボックストンネルの縦断面図

ボックストンネル（英語: Box Tunnel）はボックス・ヒル (Box Hill) を貫通する、バースとチッペナムの間にある西部イングランドの鉄道トンネルである。グレート・ウェスタン本線の中でも重要な構造物である。グレート・ウェスタン鉄道の技術者、イザムバード・キングダム・ブルネルの指揮により同社が建設した。
トンネルは全長1.83マイル（2,937 m）あり、直線で東口から100分の1（10パーミル）の下り勾配となっている。建設は1836年に開始され、1841年に開通した。建設中にはおよそ100人のナヴィ（土木工事に携わる作業員）が亡くなった。開通当時は世界でもっとも長い鉄道トンネルであったが、スタンデッジトンネルなどいくつかの運河のトンネルの方が長いものがあった。ボックス近くにある印象的な西口は古典様式で建築されているのに対して、コーシャムにある東口はかなり穏やかな煉瓦積みと粗面積みの石でできている。両端から掘られたトンネルがつながったとき、その位置は2インチ（約50 mm）以内の誤差であった。
ボックストンネルは、グレート・ウェスタン本線のブリストル・テンプル・ミーズ駅までの電化計画の一環として架空電車線方式による電化が計画されており、2016年までに完成する予定となっている。
2010年代には、GWMLの電化計画の一環として、架空電車線を収容するようにトンネルが改修された。2015年夏に、トンネルは線路を下げることを含む準備作業のために閉鎖された。

## ブルネルの誕生日
ブルネルは、毎年4月9日、つまり彼の誕生日に、トンネルを通して朝日を見ることができるように意図的にトンネルを配置したという話がある。この話が本当かどうかについての意見はさまざまである。アンガス・ブキャナンによれば、以下のようになっている。
ボックストンネルの配置問題は、ニュー・シビル・エンジニア誌やその他で大きな議論となってきた。私は友人のジェームズ・リチャードに計算をしてもらったが、4月9日、晴れた日の夜明け直後にトンネルを通して太陽を見ることができると納得するものであった。
一方で、特定の暦日の見え方を保証することは不可能だという主張もある。これは、閏年の周期により特定日に太陽が昇る角度はわずかに変化するためである。しかし、太陽はおおむね0.5度の範囲にあり、これは毎年の太陽が昇る角度の変動より大きく、またトンネルを通じた視野より広いので、毎年トンネル内に太陽が見えている可能性はかなりあると思われる。またブルネルは大気差を考慮に入れ損ねていて、数日早く太陽が見えるという主張もある。
ブキャナンの結論としては、以下の通りである。
私はブルネルの誕生日に朝日がボックストンネルを通じて見えるように設計したというよく繰り返されている話について、たとえ計算上は実際にそうだとしても、いかなる文献証拠も見いだせなかった。ただこれは確かに良い話である。
トンネルを通じて4月9日の朝日が見えるかどうか、たとえそれがブルネルの意図であったかどうかはともかくとして、適当な見晴らしのできる地点へ行ってそれを簡単に確かめられるだろうと思いがちである。しかし実際にこれを確認できる適当な地点は高速で走行する鉄道路線の中間であり、とても危険である。鉄道当局からの適切な支援を受けて、この現象の写真が撮影されたという話がある。
同じような問題が南アフリカ共和国・プレトリアのフォーアトレッカー記念碑にもある。南アフリカの祝日、「誓いの日」（和解の日）の正午に晴れていれば、アフリカーンス語の"Ons vir jou, Suid-Afrika"という銘のある石をまっすぐ太陽が照らすとされている。

## 軍事利用
トンネル周辺の丘は、バース石を掘り出すために大規模な採石が行われてきた。1930年代には、こうした採石場のかなりの部分が王立工兵により弾薬貯蔵用に開発された。これは中央弾薬基地として知られ、南部イングランドの大半における弾薬需要に応えるものであった。イギリス空軍もまたこのトンネル地区の一部に基地を構えてボックス基地としており、戦争中は予備の航空エンジン工場がボックストンネルの北に設置された。
この中央弾薬基地の便に供するため、トンネルの東口で本線から分岐して東口の脇に入る支線が開通した。この支線は採石場内の2つのプラットホームに通じており、弾薬の搬入・搬出に使用されていた。
第二次世界大戦後、弾薬基地の一部はさまざまな用途に改築され、中央政府戦争本部、イギリス空軍第一信号ユニット、防衛通信ネットワーク制御部、コーシャムコンピューターセンターなどが置かれた。これらのほとんどは撤収されたが、コーシャムコンピューターセンターのみが採石場内に残っている。

## 電化
2010年代には、電気機関車を GWMLで使用できるように、架空電車線方式の設備が設置された。ボックストンネルは架空線と関連するインフラのために改修された。 2015年の夏、トンネルは線路をおよそ600ミリメートル（24インチ）下げ、7マイル（11 km）のケーブルを交換することを含む敷設設置の準備作業のために6週間閉鎖された。

## トンネルの位置
- 東口: 北緯51度25分25秒 西経2度12分19秒 / 北緯51.423685度 西経2.20536度
- 換気立坑: 北緯51度25分22秒 西経2度12分47秒 / 北緯51.42277度 西経2.21303度
- 換気立坑: 北緯51度25分18秒 西経2度13分18秒 / 北緯51.42176度 西経2.22179度
- トンネル中心: 北緯51度25分17秒 西経2度13分34秒 / 北緯51.42128度 西経2.22617度
- 換気立坑: 北緯51度25分15秒 西経2度13分48秒 / 北緯51.42084度 西経2.23010度
- 換気立坑: 北緯51度25分11秒 西経2度14分23秒 / 北緯51.41970度 西経2.23982度
- 西口: 北緯51度25分08秒 西経2度14分49秒 / 北緯51.41888度 西経2.24698度